# Ceraticelus laetabilis pisga
Ceraticelus laetabilis là một loài nhện trong họ Linyphiidae.
Loài này thuộc chi Ceraticelus. Ceraticelus laetabilis pisga được Ralph Vary Chamberlin miêu tả năm 1949.